# Wang Manyu
Wang Manyu (Qiqihar, Heilongjiang, 9 februari 1999) is een Chinese professioneel tafeltennisser. Ze speelt rechtshandig met de shakehandgreep.
In 2020 (Tokio) nam zij deel aan de Olympische spelen.

## Belangrijkste resultaten
- Goud met het Chinese vrouwenteam op de Olympische zomerspelen in Tokio in 2020
- Eerste plaats met het Chinese vrouwenteam op de wereldkampioenschappen tafeltennis 2018
- Eerste plaats op de wereldkampioenschappen tafeltennis 2019 (vrouwendubbel) samen met Sun Yingsha
- Derde plaats op de wereldkampioenschappen tafeltennis 2019 (enkelspel)